# Henk Mulder (burgemeester)
Aart Hendrik Marie (Henk) Mulder (Hoogeveen, mei 1927 – Aalten, 16 april 1998) was een Nederlands politicus van de ARP en later het CDA.
Hij werd geboren als zoon van de Hoogeveense notaris Johannes Mulder, die op 1 augustus 1943 samen met twee andere bekende Hoogeveners door de Duitsers uit represaille zou worden gefusilleerd. Na de hbs studeerde Henk Mulder enkele jaren aan de landbouwschool in zijn geboorteplaats. Op 19-jarige leeftijd ging hij echter als volontair werken bij de gemeentesecretarie van Hoogeveen en in juni 1951 werd hij benoemd tot adjunct-commies 1e klasse bij de gemeentesecretarie van Leiderdorp. In 1953 ging hij werken bij de Overijsselse gemeente Den Ham en in 1956 werd hij de landelijk secretaris van ARJOS; de jongerenafdeling van de ARP. Drie jaar later hervatte Mulder zijn ambtelijke loopbaan als commies op de afdeling kabinetszaken van de gemeente Hoogeveen en in februari 1961 werd hij benoemd tot burgemeester van Grijpskerk. In juni 1980 volgde zijn benoeming tot burgemeester van de Utrechtse gemeente Loenen, een functie die hij tot medio 1988 zou uitoefenen.
Mulder overleed in 1998 op 70-jarige leeftijd.